# Ferry Weertman
Ferry Weertman (Naarden, 27 juni 1992) is een Nederlandse zwemmer die uitkwam op de langere afstanden en in het open water. Hij won in 2016 olympisch goud op de tien kilometer. Op 7 december 2021 maakte hij bekend zijn professionele zwemcarrière na elf jaar te beëindigen en zijn studie bedrijfskunde te hervatten.

## Carrière

### 2014
Weertman won tijdens de Europese kampioenschappen 2014 in Berlijn, Duitsland twee gouden medailles. Bij het openwaterzwemmen won hij individueel de 10 kilometer en daarnaast pakte hij – samen met Sharon van Rouwendaal en Marcel Schouten – ook goud op de landenwedstrijd (5 kilometer).
Weertman nam toen ook deel aan de langebaankampioenschappen. Op de Europese kampioenschappen in Berlijn, Duitsland werd hij vijfde op de 4×200m vrije slag estafette en zevende op de 800m vrije slag.

### 2015
Bij de WK 2015 in Kazan, Rusland wist Weertman twee zilveren medailles te behalen: een op de 10 kilometer open water en een in de landenwedstrijd (Team pursuit). De laatste tezamen met Sharon van Rouwendaal en Marcel Schouten.

### 2016
Weertman won de gouden medaille op de 10 km open water bij de Olympische Zomerspelen 2016 in Rio de Janeiro, Brazilië, waar de 10 km voor de derde keer op het olympisch programma stond. Hij evenaarde hiermee Maarten van der Weijden die tijdens de eerste editie van de 10 km open water tijdens de Olympische Zomerspelen 2008 in Peking, China de eerste (Nederlander) was die de 10 km open water won. 

Tevens werd Weertman voor de tweede keer Europees kampioen op de 10 km open water zwemmen tijdens de Europese Kampioenschappen open water zwemmen in Hoorn (Nederland).

### 2017
In juli 2017 werd hij wereldkampioen op de 10 kilometer open water in het Balatonmeer, Hongarije vóór Jordan Wilimovsky en de Fransman Marc-Antoine Olivier. Hij werd hiermee de eerste openwaterzwemmer die de double (Olympisch én Wereldkampioen) en de triple (Olympisch, Wereld- én Europees kampioen) behaalde. Bovendien had hij al deze drie titels op hetzelfde moment in bezit.

### 2018
Bij de Europese Kampioenschappen te Glasgow (Loch Lomond) op 9 augustus 2018 haalde Weertman voor de derde keer op rij de Europese titel op de 10 kilometer. Na een indrukwekkende inhaalrace tikte hij bij de finish een fractie eerder aan dan de Hongaar Kristof Rasovszky.

Vervolgens behaalde het Nederlandse openwaterteam op 11 augustus ook nog goud op de gemengde estafette over vijf kilometer. Als slotzwemmer wist Weertman daarbij wederom een fractie van een seconde (zes tiende) eerder te finishen dan zijn concurrent, in dit geval de Duitser Florian Wellbrock. Het Nederlandse team bestond verder uit Esmee Vermeulen, Sharon van Rouwendaal en Pepijn Smits.

## Onderscheiding
Tijdens de huldiging op 24 augustus 2016 is Weertman voor zijn olympische prestatie onderscheiden door koning Willem-Alexander. Hij is benoemd tot Ridder in de Orde van Oranje-Nassau.

## Privéleven
Weertman trouwde op 10 september 2022 met voormalig zwemster Ranomi Kromowidjojo.

## Trivia
- In 2022 was Weertman een van de deelnemers aan het 22e seizoen van het RTL 4-programma Expeditie Robinson, hij behaalde de finale waar hij eindigde als verliezend finalist.[2]